# Antonis C. Lazarou
Antonis Costas „C.“ Lazarou (griechisch Αντώνης Κώστας Λαζάρου; * 18. Mai 1976) ist ein zypriotischer Badmintonspieler.

## Karriere
Antonis C. Lazarou gewann in Zypern mehrere Juniorentitel und bis 2010 fünf nationale Titel bei den Erwachsenen. 1995 gewann er die Cyprus International im Herrendoppel mit Nicolas Pissis.

## Sportliche Erfolge
| Saison | Veranstaltung                              | Disziplin    | Platz | Name                                     |
| ------ | ------------------------------------------ | ------------ | ----- | ---------------------------------------- |
| 1994   | Zypern: Einzelmeisterschaften der Junioren | Mixed        | 1     | Antonis C. Lazarou / Sophia Maroudia     |
| 1994   | Zypern: Einzelmeisterschaften der Junioren | Herreneinzel | 1     | Antonis C. Lazarou                       |
| 1994   | Zypern: Einzelmeisterschaften der Junioren | Herrendoppel | 1     | Antonis C. Lazarou / Evandros Votsis     |
| 1995   | Cyprus International                       | Herrendoppel | 1     | Nicolas Pissis / Antonis C. Lazarou      |
| 2000   | Zypern: Einzelmeisterschaften              | Herrendoppel | 1     | Antonis C. Lazarou / Marios Evangelou    |
| 2001   | Zypern: Einzelmeisterschaften              | Mixed        | 1     | Antonis C. Lazarou / Maria Ioannou       |
| 2008   | Zypern: Einzelmeisterschaften              | Herrendoppel | 1     | Antonis C. Lazarou / Charis Charalambous |
| 2009   | Zypern: Einzelmeisterschaften              | Herrendoppel | 1     | Antonis C. Lazarou / Charis Charalambous |
| 2010   | Zypern: Einzelmeisterschaften              | Herrendoppel | 1     | Antonis C. Lazarou / Charis Charalambous |
| 2011   | Zypern: Einzelmeisterschaften              | Herrendoppel | 1     | Antonis C. Lazarou / Charis Charalambous |